# Cluj-Napoca
Cluj-Napoca (pronunciado /ˈkluʒ naˈpo.ka/ (escucharⓘ); en húngaro: Kolozsvár, pronunciado /ˈkoloʒvaːr/ (escucharⓘ); en alemán: Klausenburg, pronunciado /klaʊ̯zɛnbʊɐ̯ɡ/ⓘ) es una ciudad del noroeste de Rumanía, localizado en el valle del Someşul Mic, a 440 kilómetros de Bucarest. Capital histórica de la región de Transilvania, hoy en día es la capital del distrito de Cluj y de la región económica del Noroeste.
Es la segunda ciudad más poblada del país (324.576 habitantes en 2011) y el principal polo económico del Noroeste. Se distingue por un sector secundario muy diversificado y por un sector terciario orientado sobre todo hacia las TIC, hacia los servicios financieros, la educación y la investigación científica. Aparte, Cluj-Napoca y su región tienen un gran potencial de desarrollo turístico.
Dado que la ciudad tiene dos grandes comunidades, de idioma rumano y húngaro, Cluj-Napoca es una ciudad profundamente bicultural. Su historia, rica y agitada, ha legado un patrimonio arquitectónico de primer orden. En cuanto a la cultura viva, hoy en día la ciudad de Cluj es al mismo tiempo el centro cultural más grande de la comunidad húngara de Rumanía y uno de los más importantes centros culturales rumanos: sus instituciones culturales (teatros, bibliotecas, galerías de arte, varios festivales etc.) son unas de los mejores en todo el territorio del país.
Al mismo tiempo, Cluj-Napoca es el polo universitario más grande de Transilvania y el segundo polo universitario de toda Rumania. Las varias universidades y escuelas de la ciudad aseguran un alto nivel de instrucción en los tres idiomas históricos de Transilvania (rumano, alemán y húngaro), así como en francés y en inglés. Estas condiciones favorecen el aumento del número de los estudiantes extranjeros, tanto europeos como extracomunitarios.

## Historia
El Imperio romano conquistó Dacia entre 101 y 106 AD, durante el reinado de Trajano. El establecimiento romano de Napoca fue consignado por primera vez en una piedra miliaria descubierta en 1758 en la proximidad de la ciudad. El sucesor de Trajano, el emperador Adriano, ofreció a Napoca el estatuto de municipio, con el título municipium Aelium Hadrianum Napocenses. Más tarde, en el siglo II d. C., la ciudad ganó el estatuto de colonia romana, Colonia Aurelia Napoca. Napoca llegó a ser una capital provincial de la Dacia Porolissensis, y por lo tanto la sede de un procurador. La colonia fue evacuada en 274 por los romanos. No hay referencias de un establecimiento urbano en este sitio durante casi un milenio después.
Al principio de la Edad Media, dos grupos de edificios existían en la actual localización de la ciudad: la fortaleza de madera de Cluj-Mănăştur y el establecimiento civil desarrollado alrededor de la actual Piața Muzeului (Plaza del Museo), en el centro de la ciudad. Aunque el intervalo exacto de la conquista de Transilvania por los húngaros no está claro, los artefactos húngaros más antiguos de la región datan de la primera parte del siglo X. Después de este siglo, la ciudad fue incorporada al Reino de Hungría.
El rey Esteban I de Hungría hizo de la ciudad la sede del distrito Kolozs, y el rey Ladislao I fundó la abadía de Kolozsmonostor, destruida durante las invasiones de los tártaros de 1241 y 1285. En cuanto a la colonia civil, un castillo y un pueblo fueron construidos al noroeste de la antigua Napoca, no antes del final del siglo XII. Este nuevo pueblo fue colonizado por importantes grupos de alemanes étnicos, los cuales serían conocidos como sajones de Transilvania, apoyados por el rey Esteban V de Hungría, Duque de Transilvania.
La primera mención fiable del establecimiento data de 1275, en un documento del rey Ladislao IV de Hungría, cuando el pueblo (Villa Kulusvar) fue ofrecido al Obispo de Transilvania. En el 19 de agosto de 1316, durante el reinado de Carlos I de Hungría, Cluj recibió el estatuto de ciudad (civitas), como recompensa por la contribución de los sajones de Transilvania a la derrota del voivoda de Transilvania, Ladislao Kán quien estaba en rebeldía.
Muchos gremios fueron establecidos en la segunda mitad del siglo XIII, y un estrato patricio basado en el comercio y la producción artesanal sustituyó a la antigua élite terrateniente en el mando de la ciudad. A través del privilegio concedido por Segismundo de Luxemburgo en 1405, la ciudad decidió salir de la jurisdicción de los voivodas, vice-voivodas y jueces reales, y obtuvo el derecho a elegir un jurado constituido por doce miembros cada año. En 1488, el rey Matías Corvino (en rumano Matei Corvin, nacido en Cluj en 1440) ordenó que el consejo de la ciudad, constituido por cien miembros, fuera compuesto la mitad por homines bone conditiones (los ricos), y la otra mitad por artesanos; juntos, elegirían al juez supremo y al juzgado. Entretanto, se llegó a un acuerdo que estipulaba que el consejo había de ser constituido mitad por húngaros y mitad por alemanes étnicos (sajones de Transilvania), y que los cargos judiciales habían de ser alternados.
En 1541, Klausenburg llegó a ser parte del Principado independiente de Transilvania, después de que los otomanos ocuparon la parte central del Reino de Hungría; un periodo de florecimiento económico y cultural siguió. A pesar de que Alba Iulia sirvió de capital política para los príncipes de Transilvania, Klausenburg se benefició en gran medida del apoyo de los príncipes, estableciendo conexiones con los centros más importante del Centro de Europa de ese tiempo, como Kosice, Cracovia, Praga y Viena.

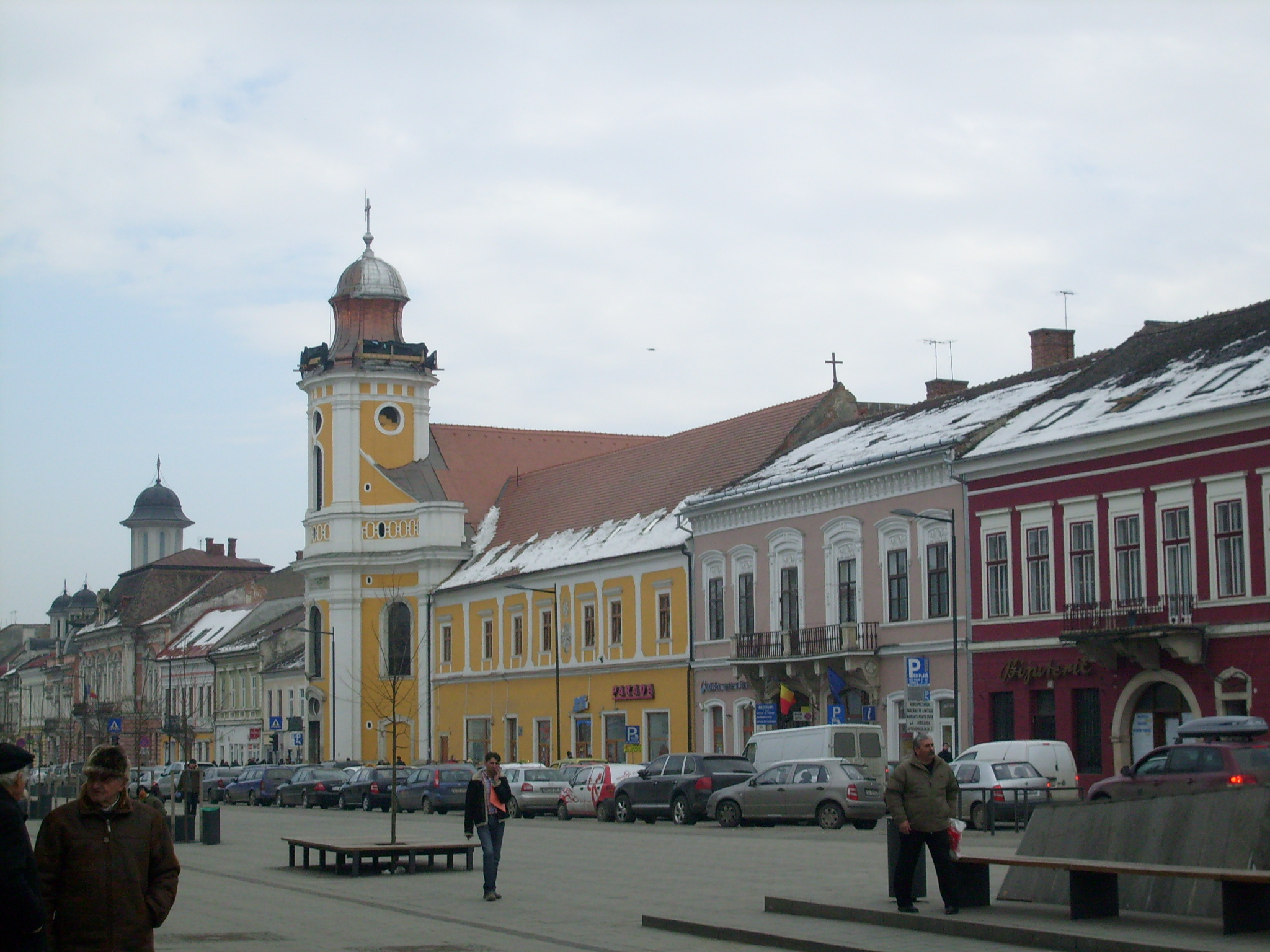
Bulevar de los Héroes.

En cuanto a la religión, las ideas protestantes llegaron por primera vez hacia la mitad del siglo XVI. Durante la actividad de Gáspár Heltai como predicador, el movimiento luterano ganó en importancia, así como la doctrina suiza del calvinismo. Hacia 1571, la dieta de Turda había adoptado una religión más radical, el unitarismo de Ferenc Dàvid, caracterizado por la libre interpretación de la Biblia y la negación del dogma de la Trinidad. Esteban Báthory fundó una academia jesuita en Klausenburg, con el propósito de promover el movimiento contrarreformista: sin embargo, no tuvo mucho éxito. Durante un año, 1600-1601, Cluj llegó a ser parte de la unión personal del voivoda rumano Miguel el Valiente. Con el Tratado de Karlowitz de 1699, Cluj llegó a ser parte de la monarquía Habsburga.
En el siglo XVII, Cluj sufrió por culpa de grandes calamidades, estando sujeta a la peste y a fuegos devastadores. El fin de este siglo trajo consigo el fin de la soberanía otomana, pero la ciudad perdió mucho de su fortuna, su libertad municipal, su centralidad cultural, su relevancia política e incluso parte de su población. Volvió a ganar gradualmente su posición importante dentro de Transilvania, como sede del "Gubernium" y de las Dietas entre 1719 y 1732, y de nuevo en 1790 hasta la Revolución de 1848, cuando el Gubernium se trasladó a Sibiu (Hermannstadt). En 1791, un grupo de intelectuales rumanos escribieron una petición, conocida como Supplex Libellus Valachorum, que fue mandada al emperador en Viena. La petición pedía la igualdad de la nación rumana en Transilvania con respecto a las demás naciones gobernadas por el Unio Trium Nationum, pero fue rechazada por la Dieta de Cluj.
Empezando con 1830, la ciudad pasó a ser el centro del movimiento nacional húngaro dentro del principado. Este estalló durante la Revolución húngara de 1848, cuando por un tiempo los austriacos empezaron a tomar el control en Transilvania, aislando a los húngaros entre dos frentes. Sin embargo, el ejército húngaro, liderado por el general polaco Józef Bem, empezó una ofensiva en Transilvania, consiguiendo recapturar Cluj hasta la Navidad de 1848. Después de las revoluciones de 1848 un régimen absolutista fue establecido, seguido por un régimen liberal que llegó al poder en 1860. Fue en este periodo cuando se concedieron derechos iguales a los rumanos, pero solo por un corto tiempo, ya que en 1865 la Dieta de Cluj anuló las leyes votadas en Sibiu, y proclamó la vieja ley de 1848, concerniente a la unión de Transilvania con Hungría. Antes de 1918, las únicas escuelas en idioma rumano de la ciudad fueron dos escuelas primarias organizadas por la Iglesia, y el primer periódico rumano fue editado en 1903.
Desde la unión de Transilvania con Rumania en 1918, Cluj se ha convertido en una ciudad de mayoría rumana y en un centro cultural, educativo y económico de la región.
En 1944, los nazis organizaron el Gueto de Cluj/Kolozsvár.
En 1974, Ceausescu añadió Napoca a Cluj (como Drobeta a Turnu Severin) por recalar los orígenes latinos del pueblo rumano.

## Geografía
Está situada en noroeste del país, en el județ de Cluj, del que es su capital. La ciudad es atravesada por el río Someș Pequeño (Someșul Mic, una de las fuentes de río Someş).
Ocupa una superficie de 197,5 km² y su población es de 318.000 habitantes.

### Clima
Cluj-Napoca tiene un clima continental, caracterizado por veranos cálidos y húmedos e inviernos fríos. El clima está influenciado por la proximidad de la ciudad a las montañas Apuseni, así como por la urbanización. Algunas influencias del oeste del Atlántico están presentes durante el invierno y el otoño. Las temperaturas en invierno suelen ser inferiores a 0 °C, aunque rara vez caen por debajo de -10 °C. En promedio, la nieve cubre el suelo durante 65 días cada invierno. En el verano, la temperatura media es de aproximadamente 18 °C (la media de julio y agosto), a pesar de que, en ocasiones, las temperaturas alcanzan los 35-40 °C a mediados del verano en el centro de la ciudad. Aunque el promedio de precipitación y humedad durante el verano es baja, hay tormentas frecuentes y a menudo violentas. Durante la primavera y el otoño, las temperaturas varían entre 13 °C y 18 °C, y la precipitación durante este tiempo tiende a ser mayor que en verano, con períodos más frecuentes y más suave de lluvia.
| Parámetros climáticos promedio de Observatorio de Cluj-Napoca, 410 m s. n. m. (1971-1990) | Parámetros climáticos promedio de Observatorio de Cluj-Napoca, 410 m s. n. m. (1971-1990) | Parámetros climáticos promedio de Observatorio de Cluj-Napoca, 410 m s. n. m. (1971-1990) | Parámetros climáticos promedio de Observatorio de Cluj-Napoca, 410 m s. n. m. (1971-1990) | Parámetros climáticos promedio de Observatorio de Cluj-Napoca, 410 m s. n. m. (1971-1990) | Parámetros climáticos promedio de Observatorio de Cluj-Napoca, 410 m s. n. m. (1971-1990) | Parámetros climáticos promedio de Observatorio de Cluj-Napoca, 410 m s. n. m. (1971-1990) | Parámetros climáticos promedio de Observatorio de Cluj-Napoca, 410 m s. n. m. (1971-1990) | Parámetros climáticos promedio de Observatorio de Cluj-Napoca, 410 m s. n. m. (1971-1990) | Parámetros climáticos promedio de Observatorio de Cluj-Napoca, 410 m s. n. m. (1971-1990) | Parámetros climáticos promedio de Observatorio de Cluj-Napoca, 410 m s. n. m. (1971-1990) | Parámetros climáticos promedio de Observatorio de Cluj-Napoca, 410 m s. n. m. (1971-1990) | Parámetros climáticos promedio de Observatorio de Cluj-Napoca, 410 m s. n. m. (1971-1990) | Parámetros climáticos promedio de Observatorio de Cluj-Napoca, 410 m s. n. m. (1971-1990) |
| Mes                                                                                       | Ene.                                                                                      | Feb.                                                                                      | Mar.                                                                                      | Abr.                                                                                      | May.                                                                                      | Jun.                                                                                      | Jul.                                                                                      | Ago.                                                                                      | Sep.                                                                                      | Oct.                                                                                      | Nov.                                                                                      | Dic.                                                                                      | Anual                                                                                     |
| ----------------------------------------------------------------------------------------- | ----------------------------------------------------------------------------------------- | ----------------------------------------------------------------------------------------- | ----------------------------------------------------------------------------------------- | ----------------------------------------------------------------------------------------- | ----------------------------------------------------------------------------------------- | ----------------------------------------------------------------------------------------- | ----------------------------------------------------------------------------------------- | ----------------------------------------------------------------------------------------- | ----------------------------------------------------------------------------------------- | ----------------------------------------------------------------------------------------- | ----------------------------------------------------------------------------------------- | ----------------------------------------------------------------------------------------- | ----------------------------------------------------------------------------------------- |
| Temp. máx. abs. (°C)                                                                      | 14.0                                                                                      | 19.3                                                                                      | 26.6                                                                                      | 30.2                                                                                      | 32.5                                                                                      | 36.0                                                                                      | 38.0                                                                                      | 38.0                                                                                      | 33.7                                                                                      | 32.6                                                                                      | 26.0                                                                                      | 18.7                                                                                      | 38.0                                                                                      |
| Temp. máx. media (°C)                                                                     | 0.3                                                                                       | 3.2                                                                                       | 9.9                                                                                       | 15.0                                                                                      | 20.3                                                                                      | 22.6                                                                                      | 24.5                                                                                      | 24.3                                                                                      | 20.7                                                                                      | 14.6                                                                                      | 6.3                                                                                       | 1.8                                                                                       | 13.6                                                                                      |
| Temp. media (°C)                                                                          | -3.4                                                                                      | -1.2                                                                                      | 4.1                                                                                       | 9                                                                                         | 14.2                                                                                      | 16.6                                                                                      | 18.2                                                                                      | 17.8                                                                                      | 14.1                                                                                      | 8.5                                                                                       | 2.4                                                                                       | -1.5                                                                                      | 8.2                                                                                       |
| Temp. mín. media (°C)                                                                     | -6.5                                                                                      | -4.7                                                                                      | -0.6                                                                                      | 3.9                                                                                       | 8.6                                                                                       | 11.3                                                                                      | 12.7                                                                                      | 12.2                                                                                      | 8.9                                                                                       | 3.8                                                                                       | -0.7                                                                                      | -4.2                                                                                      | 3.7                                                                                       |
| Temp. mín. abs. (°C)                                                                      | -34.2                                                                                     | -32.5                                                                                     | -22.0                                                                                     | -8.4                                                                                      | -3.5                                                                                      | 0.4                                                                                       | 5.2                                                                                       | 3.5                                                                                       | -3                                                                                        | -8.8                                                                                      | -22.3                                                                                     | -27.9                                                                                     | -34.2                                                                                     |
| Precipitación total (mm)                                                                  | 24                                                                                        | 20                                                                                        | 22                                                                                        | 48                                                                                        | 69                                                                                        | 95                                                                                        | 81                                                                                        | 60                                                                                        | 36                                                                                        | 31                                                                                        | 30                                                                                        | 32                                                                                        | 548                                                                                       |
| Días de precipitaciones (≥ 1 mm)                                                          | 6                                                                                         | 5                                                                                         | 5                                                                                         | 9                                                                                         | 11                                                                                        | 11                                                                                        | 10                                                                                        | 8                                                                                         | 6                                                                                         | 6                                                                                         | 7                                                                                         | 7                                                                                         | 91                                                                                        |
| Horas de sol                                                                              | 70.9                                                                                      | 98.9                                                                                      | 165.2                                                                                     | 174.7                                                                                     | 230.8                                                                                     | 238.6                                                                                     | 273.8                                                                                     | 261.6                                                                                     | 204.8                                                                                     | 166.2                                                                                     | 74.9                                                                                      | 54.7                                                                                      | 2015.1                                                                                    |
| Fuente: Observatorio Hong Kong, (extremas 1901-2000)                                      |                                                                                           |                                                                                           |                                                                                           |                                                                                           |                                                                                           |                                                                                           |                                                                                           |                                                                                           |                                                                                           |                                                                                           |                                                                                           |                                                                                           |                                                                                           |

## Demografía

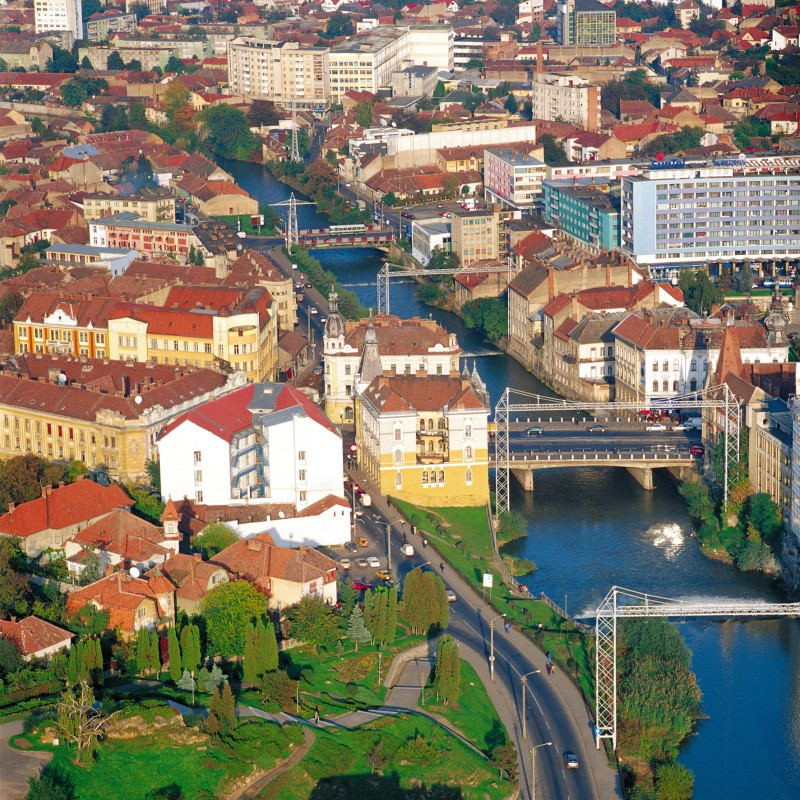
Vista del Someş Pequeño a su paso por Cluj Napoca.

Desde la Edad Media, Cluj-Napoca se ha caracterizado por ser una ciudad multicultural, con una importante diversidad de credos. Hacia 2002, la ciudad contaba con 318.027 habitantes, lo cual la convertía en la tercera aglomeración más populosa de Rumania (solo por detrás de la capital Bucarest y de Iași).
La composición étnica, de acuerdo a las fuentes oficiales de 2002, es la siguiente:
- 252.433 rumanos (79,4%)
- 60.287 húngaros (19%)
- 1% gitanos, 0,24% alemanes y 0,06% judíos.

### Evolución poblacional
Hasta mediados del siglo XV, la mayoría de la población de Cluj era de origen alemán. En el período siguiente, la población alemana disminuyó en comparación con la húngara.
Los censos oficiales muestran la siguiente evolución poblacional en Cluj-Napoca:
- 60.808 habitantes al 19 de diciembre de 1910; (de los cuales el 81,6% era húngaro)
- 100.844 habitantes al 29 de diciembre de 1930; (de los cuales el 53,3% era húngaro)

En agosto de 1940, y tras el Segundo Dictado de Viena en el cual se otorgó la mitad norte de Transilvania a Hungría, se produjo un exilio masivo de los habitantes rumanos.
- 114.984 habitantes en 1941; (de los cuales el 87,1% era húngaro)

Hacia 1941, un total de 16.763 judíos vivían en Cluj. En 1944, fueron confinados a guetos por la ocupación alemana, y entre mayo y junio de ese año fueron deportados a Auschwitz.
- 117.915 habitantes al 25 de enero de 1948;
- 154.723 habitantes al 21 de febrero de 1956; (de los cuales el 50,3% era húngaro)
- 185.663 habitantes al 15 de marzo de 1966; (de los cuales el 42,2% era húngaro)
- 262.858 habitantes al 5 de enero de 1977; (de los cuales el 32,7% era húngaro)
- 328.602 habitantes al 7 de enero de 1992; (de los cuales el 22,7% era húngaro)
- 318.027 habitantes al 18 de marzo de 2002; (de los cuales el 18,9% era húngaro)
- 324.576 habitantes al 20 de octubre de 2011; (de los cuales el 16,4% era húngaro)

### Nativos famosos y habitantes reconocidos mundialmente
- Lucian Blaga - filósofo

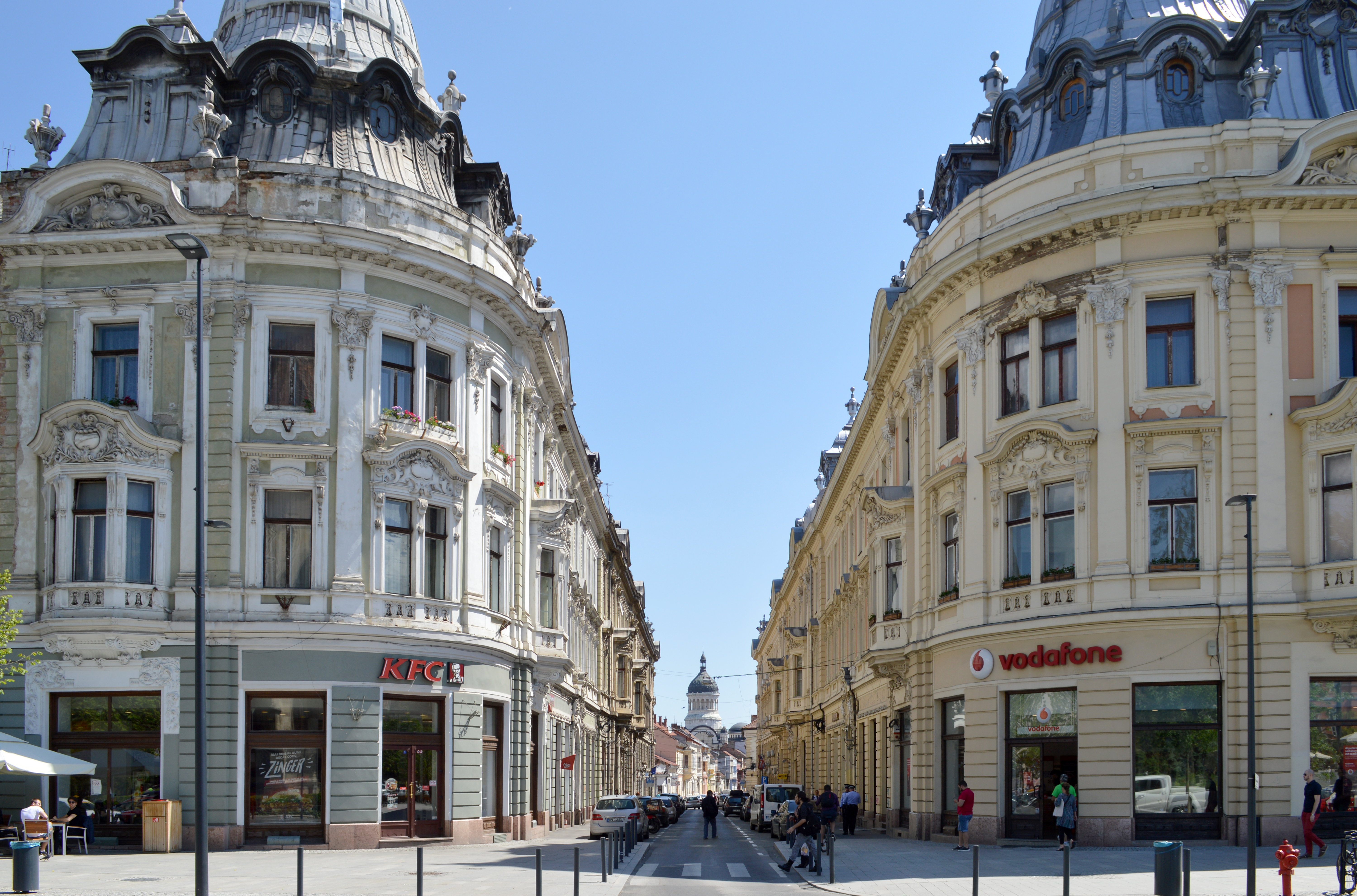
Calle I. Maniu. La construcción de esta calle simétrica fue emprendida durante el.

- Esteban Bocskai - príncipe de Transilvania
- János Bolyai - matemático
- Alexandru Borza - científico, fundador del jardín botánico
- Corneliu Coposu - político
- Doina Cornea - disidente anticomunista, activista de derechos humanos y político
- Mathias Corvinus - Rey de Hungría
- Péter Csaba - violinista
- Ferenc Dávid - reformador y humanista, fundador de la iglesia unitaria de Transilvania
- Iuliu Haţieganu - científico, doctor y político
- Iuliu Hossu - cardenal católico
- Iuliu Maniu - político
- Andrei Marga - político y filósofo
- Gheorghe Mureşan - baloncestista
- Mihai Nastase - químico
- Florin Piersic - actor
- Esteban Pongracz - santo mártir jesuita
- Emil Racoviţă - biólogo, espeleólogo y explorador
- D.D. Roşca - filósofo
- Ion Raţiu - político
- Gabriella Szabó - atleta
- Julia Varady - soprano
- Sándor Veress - compositor
- Olga Lengyel - escritora
- Miklós Bánffy, conde de Losoncz - escritor
- Roxen - cantante

## Cultura
En la ciudad existe todavía una fuerte influencia húngara, sobre todo en su arquitectura. El palacio Bánffy (barroco - siglo XVIII) se convirtió en el museo de arte de la ciudad. Cluj-Napoca tiene la iglesia católica más grande del país, Sfântul Mihail  (Szent Mihály en húngaro) (San Miguel), fundada en el siglo XIV. Lamentablemente la mayor parte de sus esculturas y pinturas fueron destruidas durante el periodo de la Reforma.
La ciudad es conocida por su jardín botánico, fundado por el profesor Alexandru Boza.

### Educación
Cluj es la segunda ciudad universitaria más grande del país (sede de la universidad más grande de Rumanía, Universitatea Babeş-Bolyai), después de la capital Bucarest. Hoy en día hay más de 80.000 estudiantes en la ciudad, repartidos en 6 universidades públicas y 5 privadas.
Las 6 universidades públicas son:
- Academia de Música Gheorghe Dima  (más de 700 estudiantes)
- Universidad de Arte y Diseño  (más de 1000 estudiantes)
- Universidad Babeş-Bolyai  (más de 51.000 estudiantes)
- Universidad de Medicina y Farmacia Iuliu Haţieganu  (más de 10 000 estudiantes)
- Universidad de Ciencias Agrícolas y de Medicina Veterinaria  (más de 7000 estudiantes)
- Universidad Técnica  (más de 12 000 estudiantes)

## Medios de comunicación
- TVR Cluj
- NCN Cluj-Napoca

## Lugares de interés
- Jardín Botánico de Cluj-Napoca.
- Iglesia de San Miguel.
- Catedral Ortodoxa.

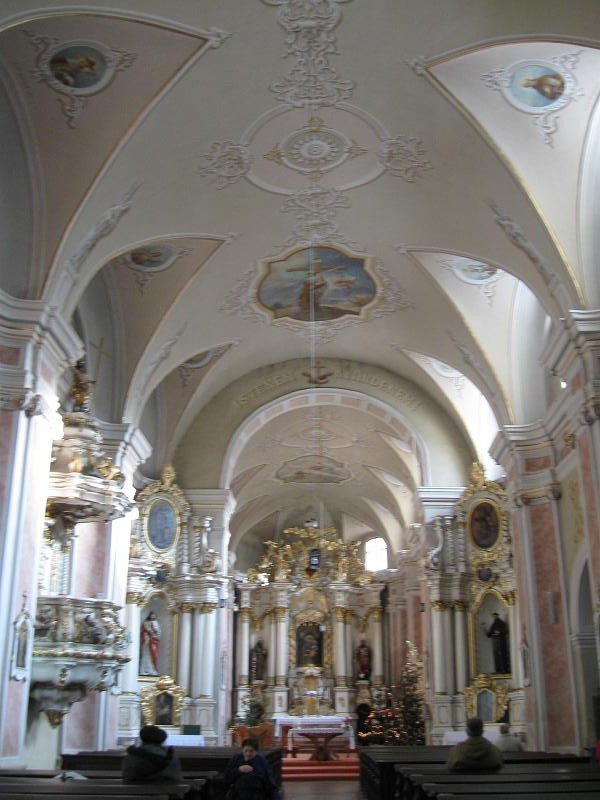
Iglesia Franciscana.

- Plaza Mihai Viteazul. Ubicada en el centro de la ciudad, está presidida por la estatua ecuestre dedicada a Mihai Viteazul (Miguel el Valiente). Tras ella encontramos el Cine República, claro ejemplo de arquitectura comunista.
- Estatua a Matías Corvino (Matia Corvinus), rey de Hungría nacido en esta ciudad.

## Organización administrativa
La ciudad de Cluj es la capital del distrito de Cluj.

## Salud
En 2009 había 11 hospitales en la ciudad.
Hoy en día, ésta ya cuenta con 15.

## Deportes
| Equipo                                | Deporte          | Competición    | Estadio                  | Creación |
| ------------------------------------- | ---------------- | -------------- | ------------------------ | -------- |
| FC Universitatea Cluj                 | Fútbol           | Liga I         | Cluj Arena               | 1919     |
| CFR Cluj                              | Fútbol           | Liga I         | Dr. Constantin Radulescu | 1907     |
| CS Sănătatea Cluj-Napoca              | Fútbol           | Liga III       | Clujana                  | 1986     |
| FC Universitatea Cluj (U-BT)          | Baloncesto       | Liga Natională | BT Arena                 | 1947     |
| FC Universitatea Cluj (U-Alexandrion) | Balonmano (fem.) | Liga Florilor  | BT Arena                 | 1968     |
| FC Universitatea Cluj                 | Balonmano (más.) | Liga Natională | BT Arena                 | 1953     |

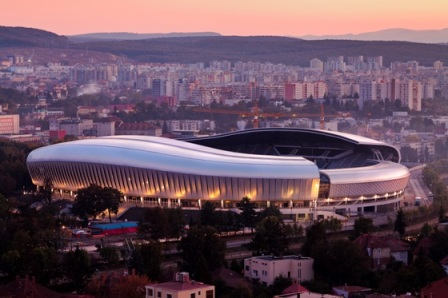
El moderno Cluj Arena, inaugurado en 2011.

En el campo de la automoción, Cluj-Napoca acoge dos etapas en el Campeonato Nacional de Rally. El Raliul Clujului se celebra en junio, el Rally de Avram Iancu, celebrado en septiembre, se ha organizado oficialmente desde 1975, aunque hubo años en que no se celebró. Este último comienza en la plaza Cipariu y discurre a través de los alrededores de la ciudad.
Los deportistas aficionados también son activos en Cluj-Napoca, con piscinas, campos de minigolf, pistas de tenis, campos de paintball y vías ciclables, así como esquí, bobsleigh, patinaje, espeleología, senderismo, caza, pesca y deportes extremos en los alrededores. En abril de 2011 tuvo lugar la primera edición anual de la Maratón Internacional de Cluj, una competición que tiene lugar en las calles del centro de la ciudad.

## Economía
Al ser un gran centro industrial, se ubican en sus proximidades fábricas de metal, productos químicos, cerámica, dulces, cervezas, pinceles, zapatos y muchas otras.

## Transportes

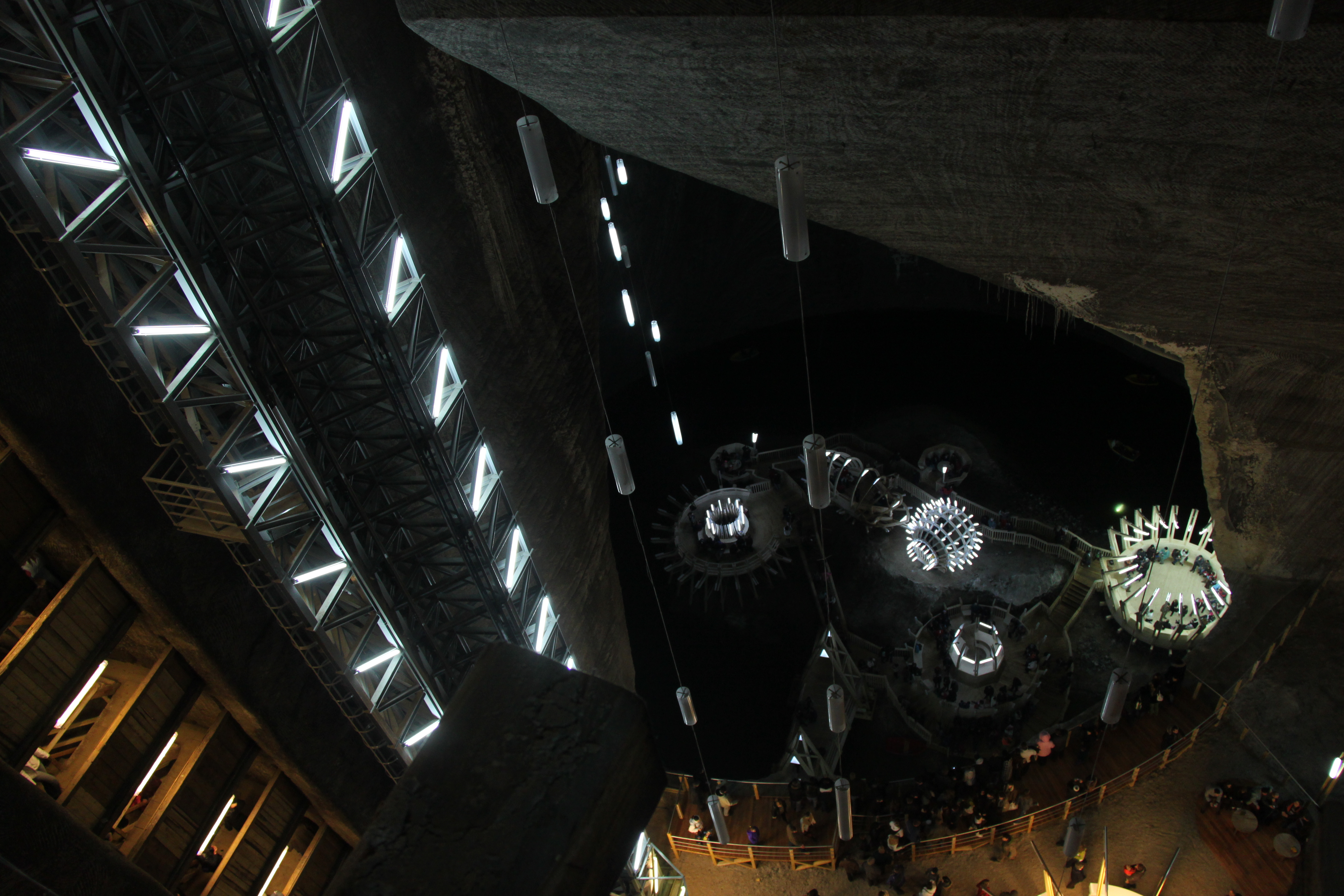
Las minas de sal de Turda.

### Transporte aéreo
- Aeropuerto "Avram Iancu"

### Ferrocarril
- Estación de ferrocarril de Cluj-Napoca

### Carreteras
- E60 (Bucarest - Viena)
- E81 (Mukachevo - Bucarest)
- A3 (frontera húngara - Bucarest)

### Autobuses
- 18 líneas de autobuses (metropolitano)
- 40 líneas de autobuses (urbano)
- 7 líneas de trolebús
- 3 líneas de tranvía

### Itinerarios ciclistas
Cluj cuenta con muchos tramos de carril bici (alrededor de 42km).

## Ciudades hermanadas
Cluj-Napoca se encuentra hermanada con las siguientes ciudades:
- Atenas
- Beerseba
- Caracas
- Colonia
- Dijon
- Montevideo
- Nantes
- Pécs
- São Paulo
- Valdivia
- Zagreb
- Zhengzhou
- Vichy
- Columbia
- Ningbo